# 自由美術協会 (ベルギー)

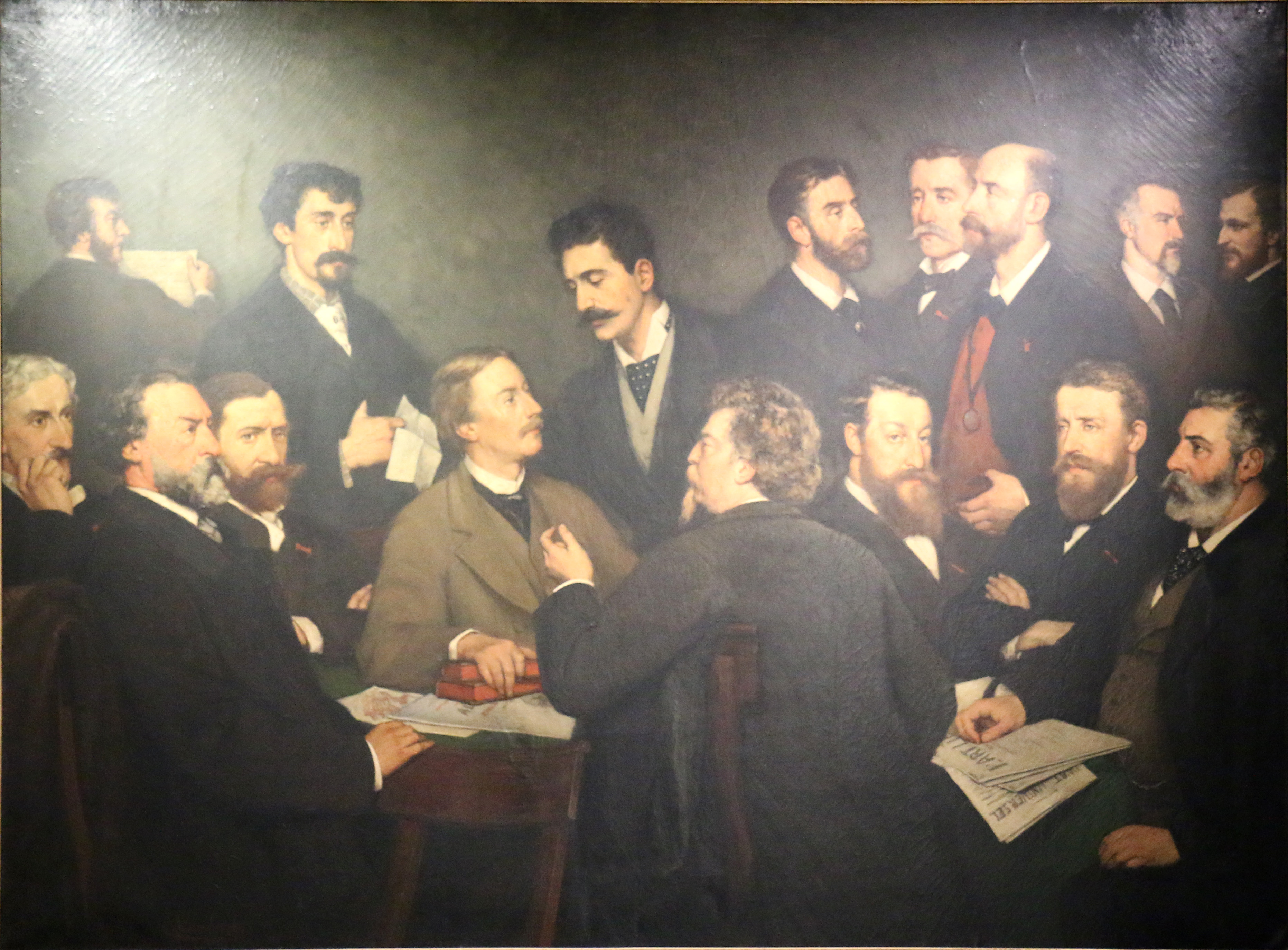
Edmond Alphonse Charles Lambrichsgae作「自由美術協会の会員たち」

ベルギーの自由美術協会（Société Libre des Beaux-Arts）は1868年5月にブリュッセルで結成された、美術家グループである。1868年から1872年までに3回の展覧会を開催し、ベルギー美術に変化をもたらす役割を果たした。1871年から1872年の間、隔週刊の「L'Art Libre」を刊行し、1873年から1876年までは「L'Art Universel」も刊行された。

## 概要
フラームス＝ブラバント州のテルビュレン(Tervuren)の風景を描いた「テルビュレン派」の画家の一人、カミーユ・ヴァン・カンプ(Camille van Camp: 1834-1891)が中心になって設立された。年上の世代や同時代のアカデミック美術が支配する展覧会に対抗することを目的に設立された 。ヴァン・カンプが書いたマニフェストは1869年1月に出版され、フランスの写実主義の画家、ギュスターヴ・クールベが目標とされた。
最初のグループ展は1886年に開かれ 、1872年までに3回の展覧会が開かれた。正式な会員リストはなかったが創立メンバーにはヴァン・カンプ、ジュール・ラーイマーケルス(Jules Raeymaekers)、エドゥアール・ユベルティ、テオドール・バロンらであったがヨーゼフ・コーゼマンスやアンリ・ファン・デル・ヘクト(Henri van der Hecht)も初期から参加したメンバーであった。
その後、多くの美術家が趣旨に賛同し、グループ展に参加した。参加したメンバーには、 シャルル・ド・グルーやアルフォンス・アッセルベルフ、 フェリックス・ブーレ、コンスタンタン・ムーニエ、フェリシアン・ロップス、イジドール・ヴェルヘイデンらがいた。
1871年12月から、1872年12月まで、作家のカミーユ・ルモニエが編集し、協会員が協力し、隔週刊の「L'Art Libre」22巻が刊行され、1873年から1876年までは「L'Art Universel」が刊行された。
このグループの活動は、ベルギーの美術界に変化をもたらし、1872年の展覧会にはジャン＝バティスト・マドウやジャン＝フランソワ・ポルテールといった前の世代の画家や、オランダ出身のウィレム・ルーロフスやダーフィット・オイエンスとピーテル・オイエンスの兄弟も参加した。1872年には「テルビュレン派」の画家でヴァン・カンプの友人であったイポリット・ブーランジェ(Hippolyte Boulenger)のかつてブリュッセルの官立展覧会で落選した作品が同じ展覧会で金賞を受賞した。1875年のブリュッセルの官立展覧会では、写実主義の画家シャルル・エルマン(Charles Hermans)が注目を集め、アカデミック美術は時代遅れの扱いを受けるようになった。
活動の目的は達成されたとして1875年に協会は解散した。多くのメンバーは写実的なスタイルで活動を続けたが、印象派の方向に進んだメンバーは新しい美術家グループ、「La Chrysalide（さなぎ）」を結成した。

## 主な会員と作品

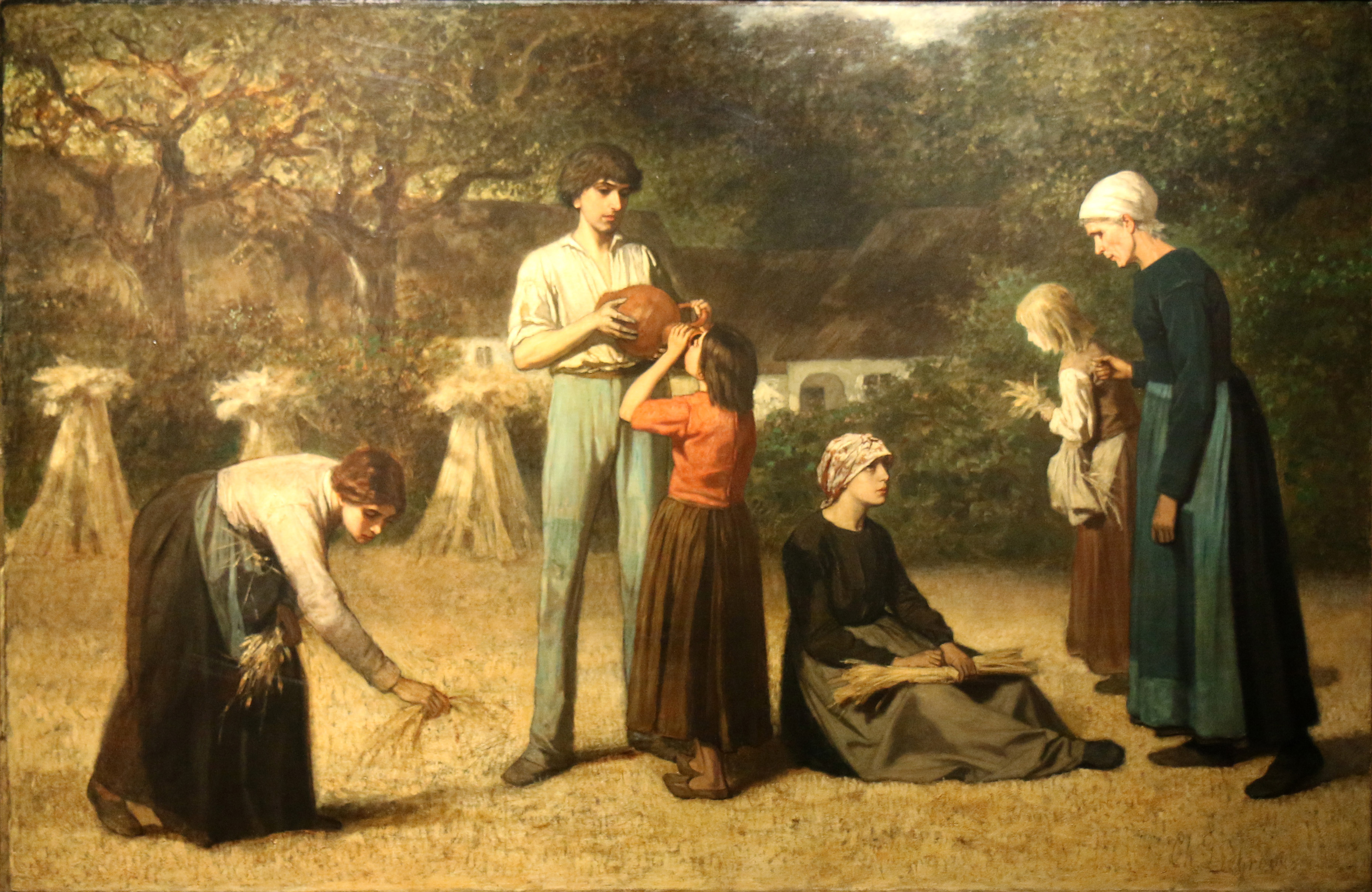
シャルル・ド・グルー(1825-1870) 「落穂拾い」(1856)
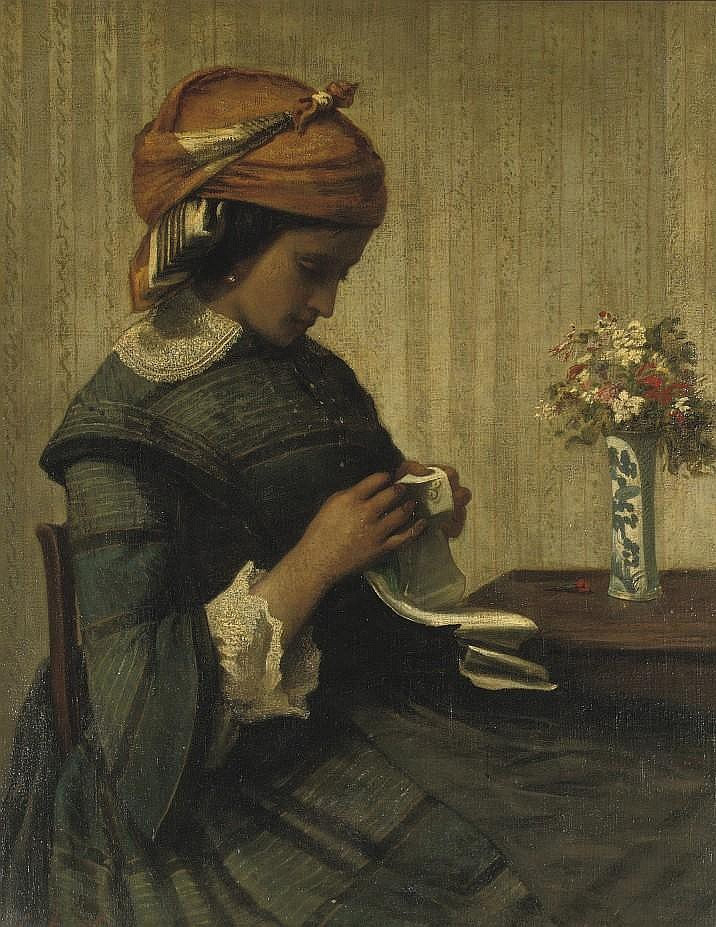
ウジェーヌ・スミッツ(1826-1912) 「手紙を読む女性」 (1856)
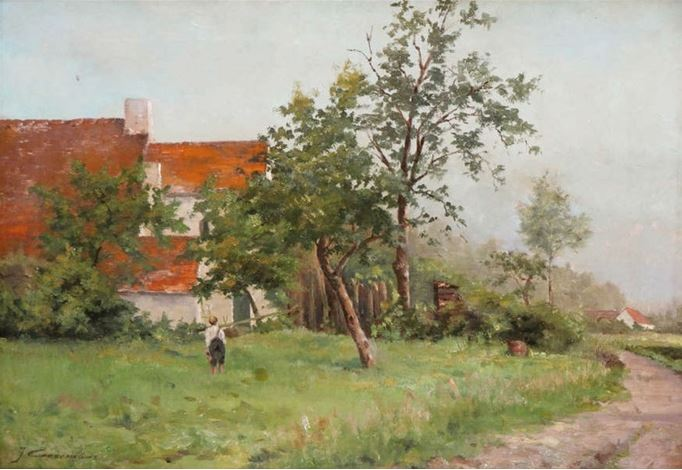
ヨーゼフ・コーゼマンス(1828-1904) 「農場の少年」
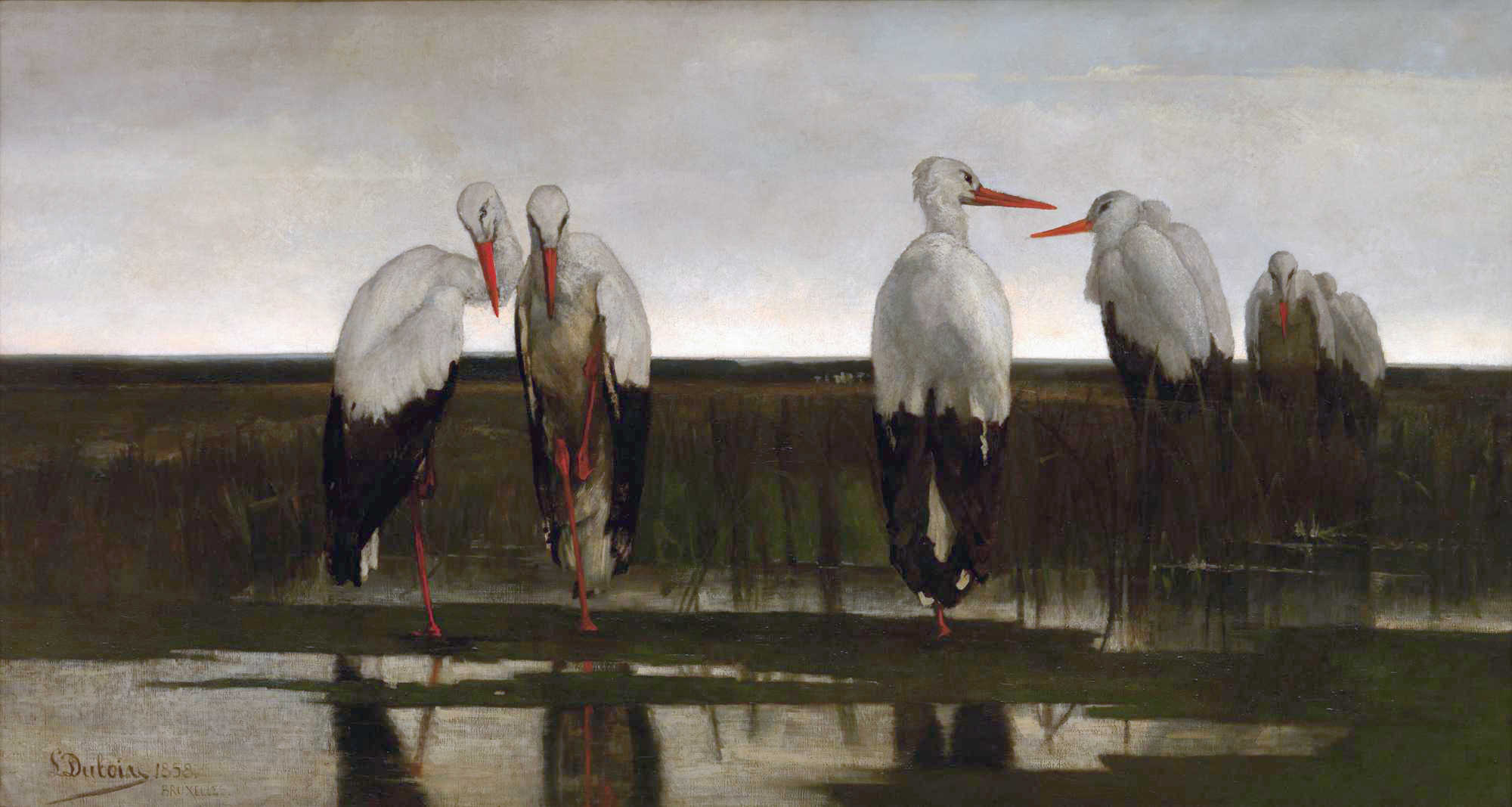
ルイ・デュボア(1830-1880) 「コウノトリ」(1858)
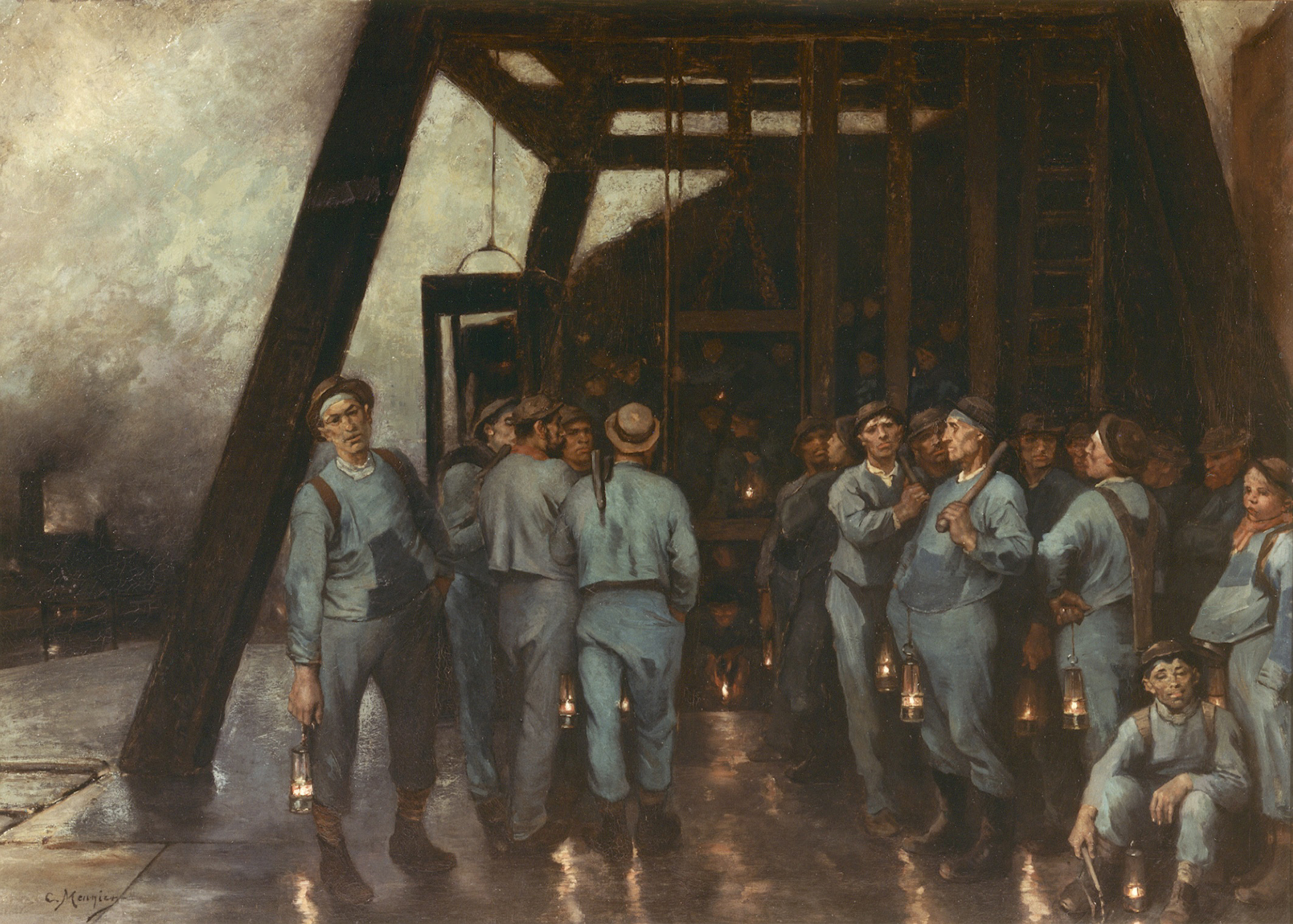
コンスタンタン・ムーニエ(1831-1905) 「坑夫の立坑への入坑」(1882)
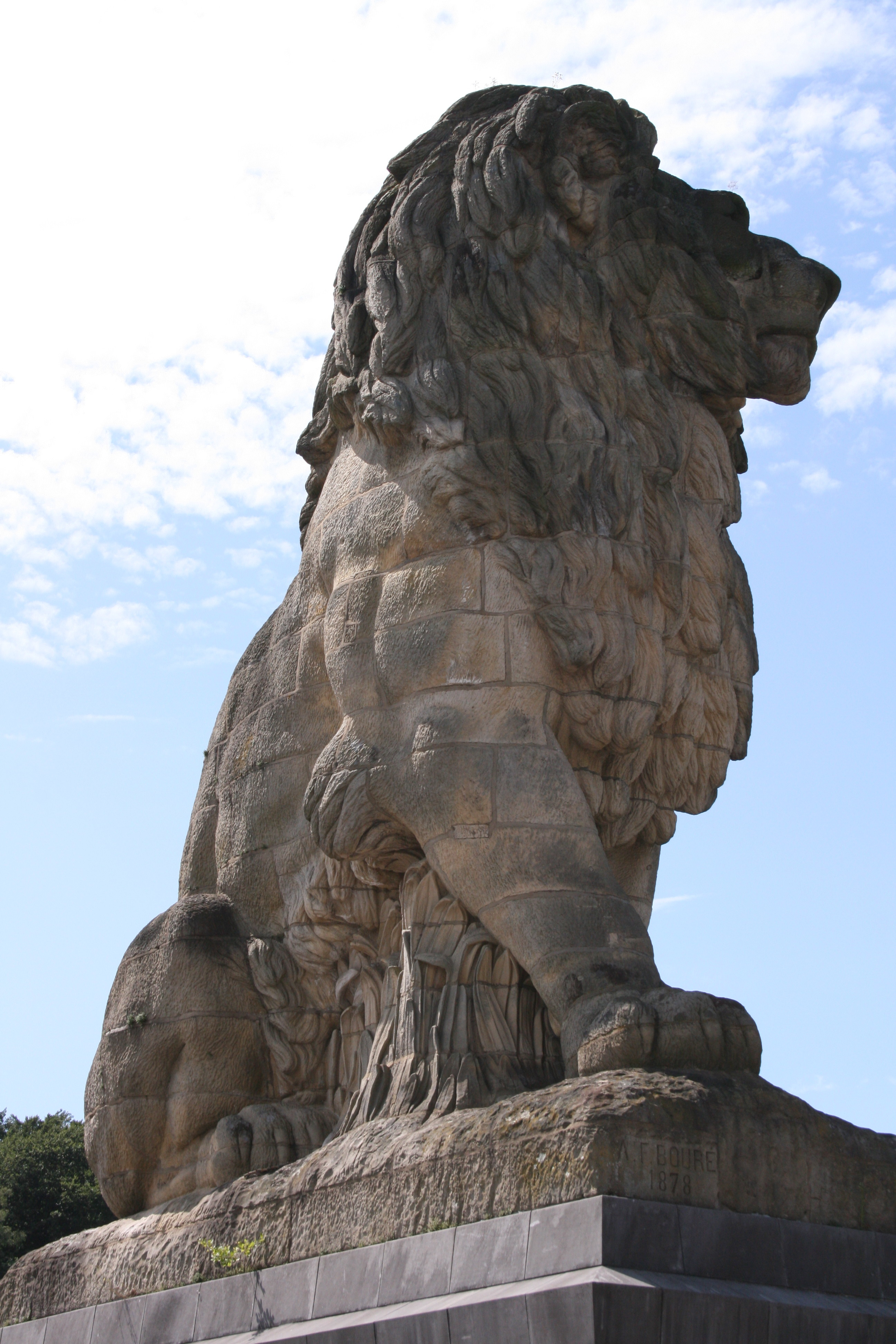
フェリックス・ブーレ(1831-1883) ライオン像
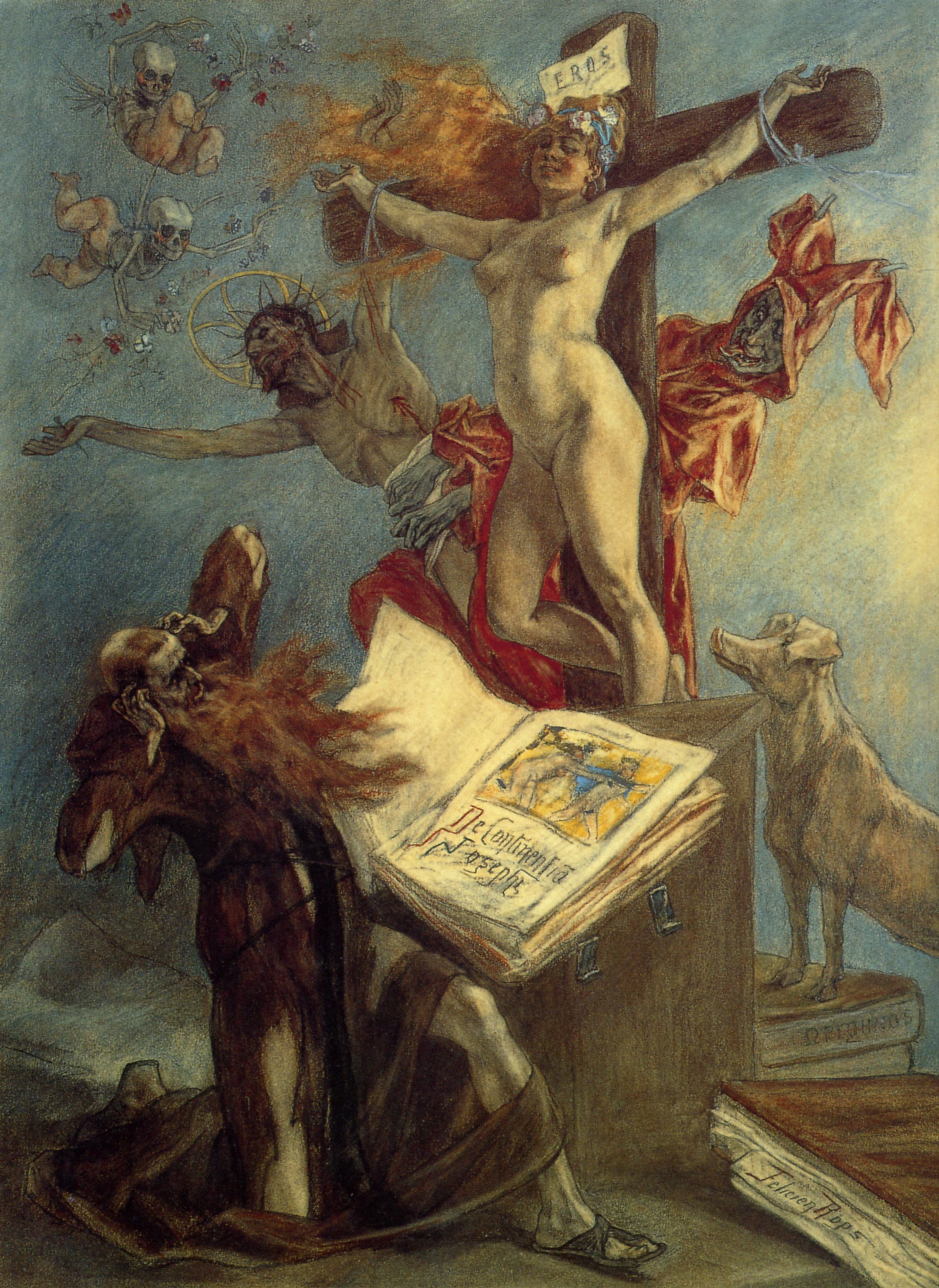
フェリシアン・ロップス(1833-1898) 「聖アントニウスの誘惑」(1878)
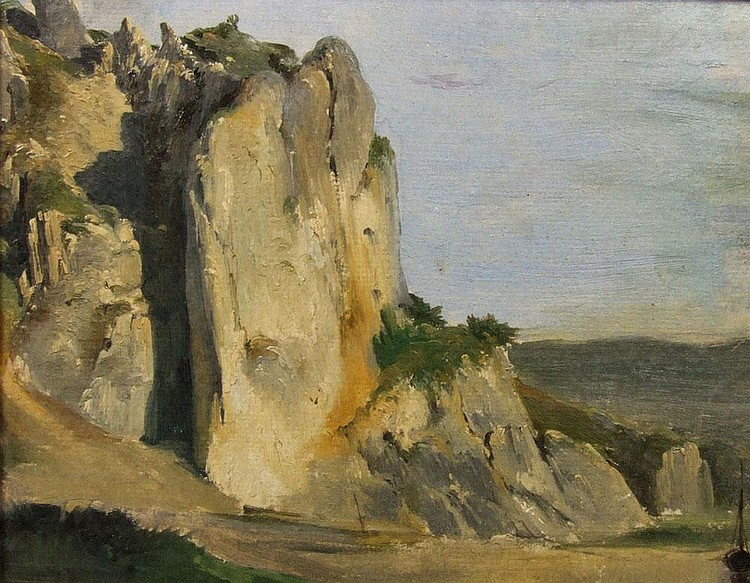
カミーユ・ヴァン・カンプ (1834-1891) 「アルデンヌの風景」
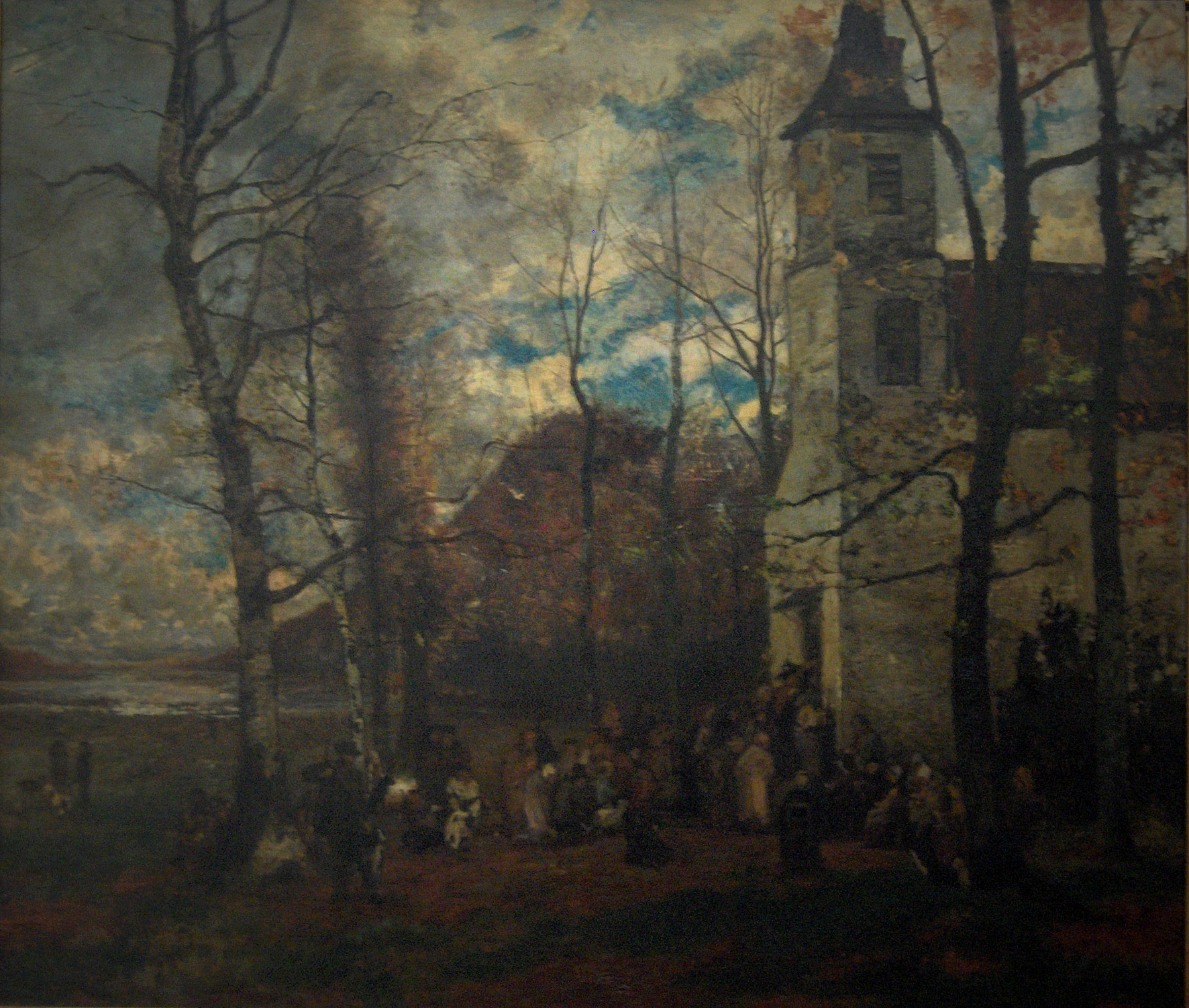
イポリット・ブーランジェ (1837-1874) 「サンテュベール教会のミサ」 (1871)
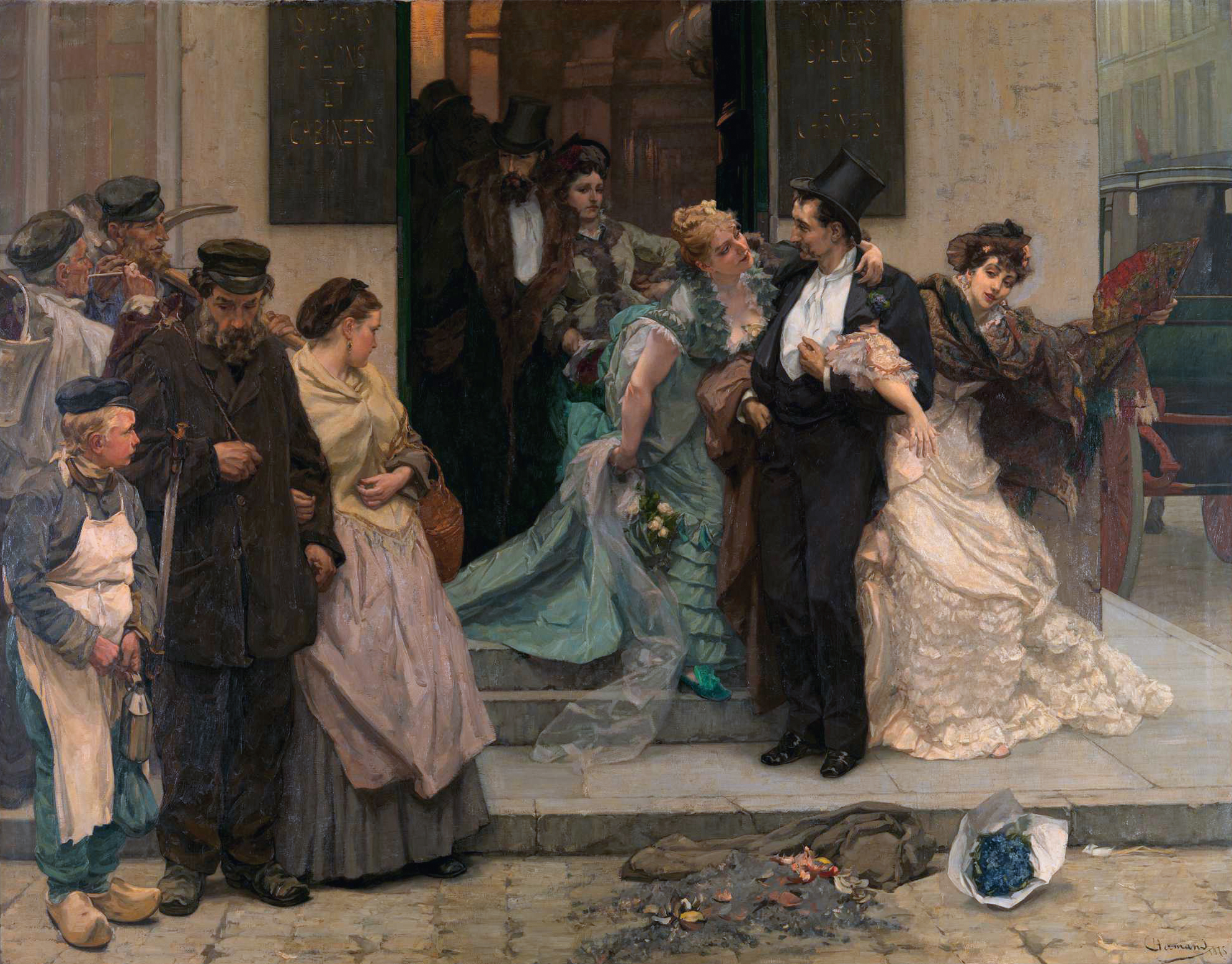
シャルル・エルマン(1839-1924) 「At Dawn（暁）」(1875)
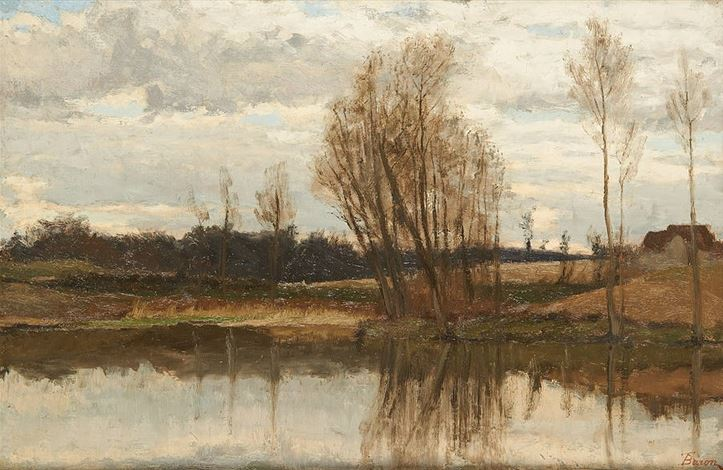
テオドール・バロン(1840-1899) 「秋の水路」
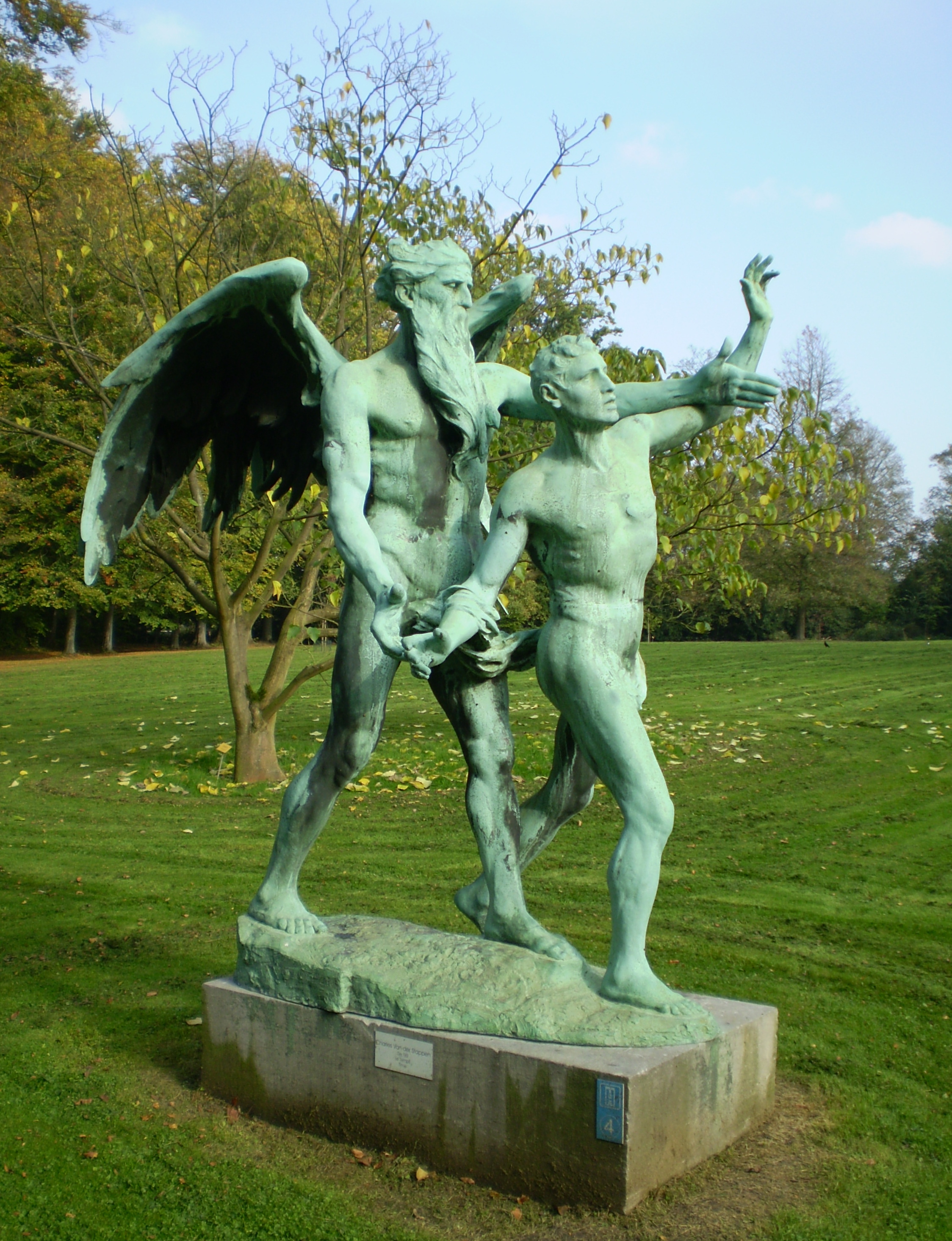
シャルル・ヴァン・デル・スタッペン(1843-1910) 「ALe Temps」